# Pomologia

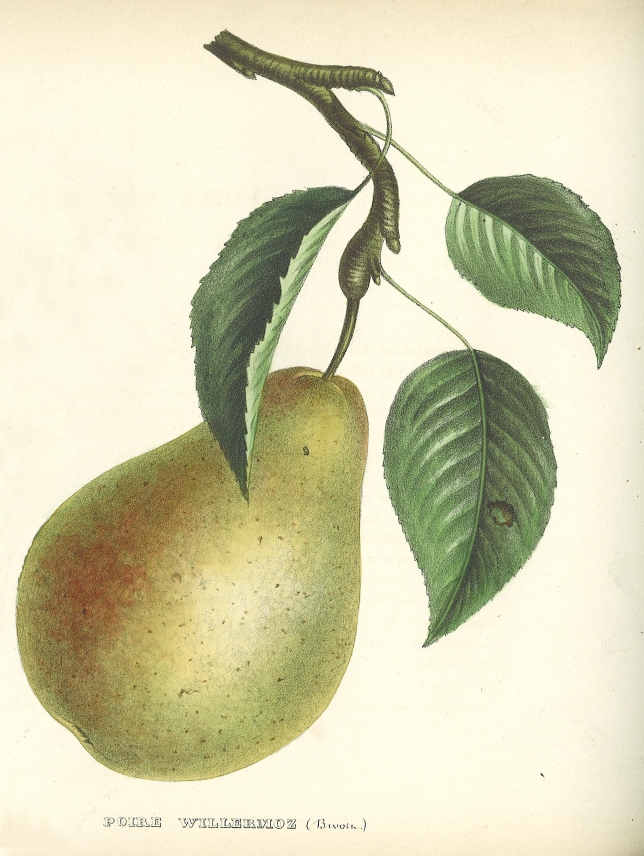
Ilustracja gruszki z książki pomologicznej Charlesa Fortuné Willermoza, francuskiego ogrodnika

Pomologia (z łac. pomum – owoc) – dział sadownictwa; nauka o budowie, pochodzeniu i pokrewieństwie, funkcjonowaniu oraz właściwościach użytkowych odmian drzew i krzewów owocowych. Klasyfikacje pomologiczne oparte są przeważnie na morfologii owoców. 

## Opis
Naukowych podstaw systematyce pomologicznej mogą dostarczać tylko takie dziedziny jak genetyka i cytologia. Niektóre cechy, takie jak wielkość i kształt owoców, mają charakter ilościowy, uwarunkowane są bowiem wieloma genami. Jednak wiele cech diagnostycznych w pomologii takich jak piłkowanie czy omszenie liści, a także barwa, wielkość i kształt przetchlinek, ułożenie nerwów, kształt poszczególnych części owoców są cechami nieciągłymi i zależą przeważnie od pojedynczych genów. Cechy takie mają dużą wartość diagnostyczną i stanowią podstawę większości klasyfikacji pomologicznych i mogą oddać duże usługi w eliminowaniu wszelkich zamieszań odmianowych w sadach i szkółkach.
Naukowcami zajmującymi się pomologią byli Szczepan Pieniążek i Aleksander Rejman, innym pracujący w Częstochowie w latach 1910-1930 Mieczysław Bolesław Hoffman.